# Владан Љубинковић
Владан Љубинковић (Младеновац, 15. јануар 1951) је српски академски сликар и редовни професор на Архитектонском факултету Универзитета у Београду, који јавно излаже од 1974. године слике, објекте и цртеже на групним и самосталним изложбама у земљи и иностранству. Студирао је сликарствао, а потом и магистрирао на Факултету ликовних уметности, Универзитета уметности у Београду. Јавно излаже слике, објекте и цртеже од 1974. године, на групним и самосталним изложбама у Србији и иностранству.
Члан је Удружења ликовних уметника Србије (УЛУС) и Друштва за естетику архитектуре и визуелних уметности Србије (ДЕАВУС). Живи и ствара у Београду.

## Живот и каријера
Рођен је 15. јануар 1951. године у Младеновцу, у коме је провео детињство и завршио основно школовање. Гимназију је похађао у Београду.
После завршених студија сликарства на Факултету ликовних уметности, Универзитета уметности у Београду (1975), на истом факултету је и магистрирао 1982. године.
Био је гостујући професор на Аритектонско-грађевинском факултету у Бања Луци. Тренутно ради као редовни професор на Архитектонском факултету Универзитета у Београду.
Владимирово професионално ангажовање усмерено је на ликовне уметности, дизајн и граничну област ликовних уметности и архитектуре.
Члан је Удружења ликовних уметника Србије (УЛУС) од 1976. и Друштва за естетику архитектуре и визуелних уметности Србије (ДЕАВУС) од 2008. године.
Живи и ствара у Београду.

## Ликовно стваралаштво
Почев од раних сликарски дана до данас, у радовима Љубинковића важно поље заузима материја слике. Она је у његовим делима повремено настајала на посебно припремљеној конструкцији несликарских материјала.
Циклус „Олово и крв“
Примарни мотив у овом циклусу је застава, која је дубоко у свести највећег броја становника наше планете, као нешто:
...што је у прошлости било виђено као симбол слободе, индивидуализма и наде а данас је постало слика огољене силе која делује у правцима сасвим нејасним обичним људима.
Љубинковић припада великој групи уметника која је уочила својства амблематског дизајна заставе и користи је као мотив у својим делима. И док су заставу уметници америчког поп арта, више од других Џаспер Џонс и Енди Ворхол, али и млађи - Рони Катроун, Кит Херинг или Барбара Кругер, користили овај симбол државности вођени бројним побудама, разлозима и на сасвим различитим поетичким премисама, Љубинковић се у у својим новим радовима
...прикључује том имагинарном кругу - основни мотив његовог циклуса "Олово и крв" јесу визуелне варијације америчке заставе. Наравно, уметници који су одрастали под атмосфером тог моћног визуелног симбола другачије посматрају његову ауру од оних за које је то био простор на другој страни света и који су је виђали у филмовима, каубојским, ратним, капитал-реалистичким, свеједно којим ... Уметност јесте простор апсолутне слободе, па (још увек) и слободе да се буде ироничан и то је оно што су својевремени поп-артисти обилато користили у свом дијалогу са „америчким сном“ оличеним у препознатљивој застави.
Његови новији радови из циклуса „Олово и крв“ могу се сврстати у асамблаж, рељефе, конструкције и објекте. На њима доминирају оштри резови геометријских форми, који као да су понекад, „померени“ тако да откривају унутрашњу природу племенитог материјала, дрвета.
Дрво није једини материјал, који користи уметник у овом циклусу. Нека његова дела изведена су у алуминијуму, и материјалима који се користе у грађевинарству итд. Све набројане материјале Љубинковић јако вешто подређује основној замисли.